# Tripalea clavaria
Tripalea clavaria is een zachte koraalsoort uit de familie Anthothelidae. De koraalsoort komt uit het geslacht Tripalea. Tripalea clavaria werd in 1878 voor het eerst wetenschappelijk beschreven door Studer. 